# 聖歌隊
聖歌隊（せいかたい、英: church choir）は、教会、礼拝堂やキリスト教系の学校のなかにあって、教会の礼拝やミサ、特に復活祭やクリスマス関係の行事や結婚式、昇天式などにおいて、賛美曲、聖歌、賛美歌を歌い、神の愛と栄光を称える合唱団のこと。教会の聖歌隊であれば、隊員は信者でその教会の教会員であるのが一般的である。

## 日本の聖歌隊
日本の大学の聖歌隊としては、青山学院大学、東北学院大学、上智大学、立教大学、関西学院大学、西南学院大学などの聖歌隊がよく知られている。
中等教育の聖歌隊としては、広島三育学院高等学校、沖縄三育中学校、広島三育学院中学校、三育学院中学校などが有名である。
中でも広島三育学院高等学校の聖歌隊は、隊員が100名を超える、国内最大規模の聖歌隊である。
キャンパス内の礼拝堂の所属聖歌隊の場合は、カタカナ標記でチャペル・クワイアといったりする場合もある。

## 少年聖歌隊
聖歌隊は活動の内容から品行方正な生活態度が求められ、そのような真面目な行いの少年を皮肉を込めて「クワイヤ・ボーイズ」（少年聖歌隊）という言い方をすることもある。
映画「クワイヤボーイズ」（1977年）は、自ら少年聖歌隊と自称するものの、その正反対の破天荒な言動と奇矯なふるまいのロスの警官たちのコメディ映画であった。
著名なクラシックの音楽家や福音歌手の中には、子ども時代聖歌隊の一員として音楽の初歩を身につけたという人も少なくない。